# Кроуфорд, Стиви
Сти́вен (Стиви) Кро́уфорд (англ. Stephen "Stevie" Crawford; род. 9 января 1974, Данфермлин, Файф) — шотландский футболист и тренер. Кроуфорд выступал на позиции нападающего, играл за восемь шотландских клубов. Последний клуб, за который играл — «Форфар Атлетик». С 1995 по 2004 год выступал за сборную Шотландии, провёл за неё 25 матчей, забил четыре мяча. Входит в десятку лучших бомбардиров Шотландской Премьер-лиги за всю её историю.

## Карьера

### Клубная
Кроуфорд играл почти всю свою карьеру в Шотландской Премьер-лиге. Начинал карьеру в «Рэйт Роверс». В 1994 году «Рэйт Роверс» победил «Селтик» в финале Кубка Шотландии в серии послематчевых пенальти. Лучшие времена футболиста прошли в клубах «Хиберниан» и «Данфермлин Атлетик». В апреле 2008 года Кроуфорд не захотел продлевать контракт с «Абердином».

### В сборной
Стивен Кроуфорд сыграл за сборную Шотландии 25 матчей, забив четыре мяча. В 1996 году он принял участие в чемпионате Европы среди молодёжных команд.
Последний матч Кроуфорда за сборную Шотландии состоялся 26 марта 2005 года, в котором «тартановая армия» проиграла сборной Италии со счётом 2:0. Он вышел на замену, заменив Пола Хартли на 76-й минуте. После этого в сборную не вызывался.

## Карьера тренера
В июле 2008 года Кроуфорд подписал двухлетний контракт с «Ист Файф». После того как уволился тренер Дэвид Бэйки, 14 апреля 2009 года пост занял Кроуфорд и стал играющим тренером команды. В следующем году Кроуфорд покинул место тренера и вновь стал обычным игроком команды. Вскоре, доигрывая за «Кауденбит» и «Форфар Атлетик», он решил закончить карьеру игрока. Кроуфорд в октябре 2011 года стал помощником тренера команды «Фалкирк».

## Достижения

### Командные
«Рэйт Роверс»
- Чемпион Шотландии (2): 1993, 1995
- Обладатель Кубка шотландской лиги: 1994

«Хиберниан»
- Чемпион Шотландии: 1999

«Данфермлин Атлетик»
- Финалист Кубка Шотландии (2): 2004, 2007

«Данди Юнайтед»
- Финалист Кубка Шотландии: 2005

### Личные
«Данфермлин Атлетик»
- Игрок Чемпионата Первый дивизион шотландской Футбольной лиги: 2000